# Blade (1998)
Blade is een horror-/actiefilm uit 1998 met in de hoofdrollen Wesley Snipes en Stephen Dorff. De film is een verfilming van de Marvel Comics-stripserie Blade, over een gelijknamige vampierjager. De film werd geregisseerd door Stephen Norrington en geschreven door David Goyer. De rol van Blade wordt vertolkt door Snipes.
De film kreeg twee vervolgen: Blade II en Blade: Trinity.

## Verhaal
De film begint met een flashback van een zwangere vrouw, die in het ziekenhuis wordt opgenomen na te zijn gebeten door iets wat de dokters beschrijven als “een of ander wild beest”. Terwijl ze proberen haar in leven te houden, wordt haar baby geboren. Kort na de geboorte sterft ze. Na de flashback volgt een scène van een man die zich in een vreemde nachtclub bevindt. Hij ontdekt dat alle andere aanwezigen vampieren zijn. Hij wordt op het nippertje gered door een man die onder vampieren bekendstaat als “the Daywalker" (de dagdoler): Blade, de vampierjager. Hij doodt de vampieren met een combinatie van gevechtssporten en vuurwapens. Hij lijkt vooral geïnteresseerd in een vampier genaamd Quinn. Blade vertrekt, en laat de verwarde man als enige overlevende achter in de club.
Later onderzoekt Dr. Karen Jenson (N'Bushe Wright) het “lijk” van Quinn dat de politie in de club vond. Tot haar schrik komt Quinn weer tot leven en valt haar aan. Blade duikt op in het mortuarium omdat hij al vermoedde dat Quinn niet dood was, maar hij wordt wederom gedwongen te vluchten door de komst van de politie. Wel neemt hij de gewonde Jenson mee en vlucht met haar naar zijn schuilplaats.
De scène verandert naar een vergaderzaal het “House of Erebus”, een vampier-schaduwraad. De oudere vampier Dragonettie (Udo Kier) brengt Blades recente aanvallen ter sprake, en maakt zijn onvrede over de roekeloosheid van Deacon Frost (Stephen Dorff) bij het runnen van dit soort nachtclubs bekend. Ook wordt in deze scène wat informatie over vampierpolitiek onthuld. De meeste vampieren geloven dat ze min of meer samen met mensen zouden moeten leven, terwijl radicale vampieren zoals Frost juist van mening zijn dat ze over de mensen moeten heersen. Ook blijken “volbloed”-vampieren (vampieren die als vampier werden geboren) hoger in aanzien te staan dan vampieren die ooit mensen waren, en later vampier werden.
In Blades schuilplaats ontmoet Jenson Abraham Whistler (Kris Kristofferson), Blades mentor en gevechtsleraar. Hij vertelt over Blades verleden, hun huidige missie en de oorsprong van vampieren, samen met de krachten die ze hebben. Blade informeert Jenson dat omdat ze door Quinn is gebeten, zij wellicht ook een vampier zal worden. In deze scène wordt eveneens duidelijk dat Blade een half-vampier is, en een serum nodig heeft om zijn dorst naar bloed te onderdrukken. Jenson begint met de ontwikkeling van een permanent geneesmiddel tegen vampirisme, waarbij ze Whistlers onderzoek als basis gebruikt.
Wanneer Jenson later aankomt in haar appartement wordt ze aangevallen door een politieagent die een familiar – een mens die vampieren dient – blijkt te zijn. Blade redt haar en volgt de familiar naar een andere nachtclub gerund door Frost. Hier ontdekt hij dat Frost plannen heeft waar een vampier-bloedgod genaamd La Magra bij betrokken is.
Blade en Jenson weten aan de vampieren in de club te ontsnappen, maar kort daarop slaat Frost weer toe. Terwijl Blade de ingrediënten voor zijn serum haalt, wordt Jenson door Frost gevangengenomen. Bij de aanval raakt Whistler zwaargewond. Wanneer Blade terugkeert, vindt hij een videoband met daarop een spottende boodschap van Frost. Woedend besluit Blade om Frost te vinden en te doden. Ondertussen doodt Frost Dragonetti en dwingt de andere leden van de schaduwraad om hem te helpen als “vrijwilligers”.
Blade bewapent zichzelf en valt Frosts basis aan. Hij vecht zich een weg door hordes vampieren, maar ontdekt ook de gruwelijke waarheid omtrent zijn moeder. Zij stierf niet na zijn zwangerschap, ze werd een vampier. Ze is nu het liefje van Frost, de vampier die haar beet vlak voor Blades geboorte. Geschokt door deze ontdekking wordt hij makkelijk verslagen en meegenomen naar de Tempel van de Eeuwige Nacht, waar Frost zijn ware plannen onthult.
Met het fortuin dat hij heeft vergaard in de loop der jaren heeft Frost de tempel herbouwd, en is van plan om La Magra weer tot leven te brengen. Een belangrijk element voor dit ritueel is Blades zonlichtbestendige vampierenbloed, samen met een offer van alle andere twaalf leden van de raad. Via het ritueel wordt Frost de sterkste vampier ter wereld, en krijgt de krachten van alle leden die een offer hebben gebracht zoals immuniteit voor zilver. Blade weet te ontsnappen en doodt zijn moeder. Hij doodt Frosts handlangers en de twee gaan hun laatste gevecht aan. Hij weet hem uiteindelijk te doden met een grote dosis EDTA (dat normaal als bloedverdunner wordt gebruikt, en een heftige reactie geeft met vampierenbloed). Door de EDTA-dosis ontploft Frost.
Na afloop biedt Karen Blade haar geneesmiddel aan. Maar Blade weigert dit in te nemen omdat dit middel hem ook zijn Daywalker-krachten zou laten verliezen, en hij dan niet meer op vampieren zou kunnen jagen. In de laatste scène is Blade in Moskou waar hij op een Russische vampier jaagt. Dit vormt de basis voor de tweede film.

## Rolverdeling
| Acteur              | Personage                  |
| ------------------- | -------------------------- |
| Wesley Snipes       | Blade                      |
| Kris Kristofferson  | Abraham Whistler           |
| Stephen Dorff       | Deacon Frost               |
| N'Bushe Wright      | Dr. Karen Jenson           |
| Donal Logue         | Quinn                      |
| Udo Kier            | Gitano Dragonetti          |
| Sanaa Lathan        | Vanessa Brooks             |
| Arly Jover          | Mercury                    |
| Kevin Patrick Walls | Agent Krieger              |
| Traci Lords         | Racquel                    |
| Tim Guinee          | Dr. Curtis Webb            |
| Eric Edwards        | Pearl                      |
| Kenny Johnson       | Dennis                     |
| Judson Scott        | Pallantine                 |
| Lyle Conway         | Reichardt                  |
| Erl Van Douglas     | Von Esper                  |
| Irena Stepic        | Slavische vampiermeesteres |
| Matt Schulze        | Crease                     |
| Eboni Adams         | Vechtmeisje                |
| Jen Taylor          | 'Baby' (onvermeld)         |
| Levani              | Russische vampier          |
| Jenya Lano          | Russische vrouw            |

## Achtergrond

### Blade
Het personage Blade werd in 1973 bedacht voor Marvel Comics door schrijver Marv Wolfman en tekenaar Gene Colan. In de strips werd Blades moeder gebeten door een vampier tijdens Blades geboorte, waardoor Blade immuun werd voor vampierbeten.
In de film heeft Blade echter ook de krachten van vampieren zoals bovenmenselijke kracht en lenigheid. Deze krachten werden ook aan de stripversie van Blade gegeven na het uitkomen van de film.
In de film beweert Deacon Frost dat Blade alle krachten van vampieren heeft, maar geen van hun zwakheden. Dit is niet helemaal waar aangezien Blade wel de dorst naar bloed heeft die vampieren ook hebben. Hij onderdrukt dit met een serum. Blade heeft wel de kracht, lenigheid en zintuigen van een vampier, en is in tegenstelling tot vampieren immuun voor zilver, knoflook en EDTA. Hij is wel enigszins gevoelig voor zonlicht, waardoor hij altijd een zonnebril moet dragen. Het is mogelijk dat Deacon de bloedlust van een vampier niet als een zwakheid ziet, aangezien hij mensen als mindere wezens beschouwd. Hij mist echter ook het punt dat Blade in tegenstelling tot vampieren wel net als een mens veroudert. Echte vampieren kunnen eeuwig leven.
Blade spreekt naast Engels ook Tsjechisch, Russisch en in zekere mate de Vampiertaal. Hij heeft uitgebreide kennis over vampieren, en hoe je het beste op ze kan jagen. Hij is een meester in vechtsporten (waarschijnlijk een mix van Karate, Kung Fu en Capoeira) en het gebruik van wapens (variërend van zijn titanium zwaard tot een MAC-10-automatisch pistool.
Blade is stoïst en een man van weinig woorden. Hij is een harde vampierjager die al meer dan 1000 familiars en ontelbaar veel vampiers heeft gedood.

### La Magra
Een van de plots in de film draait om het voorkomen dat Frost La Magra zou oproepen, de vampier-bloedgod, en zo een vampier-apocalyps zou doen ontstaan. Frost werd uiteindelijk toch La Magra, en verkreeg hierdoor speciale krachten waardoor hij bijna onoverwinnelijk werd. Elke eigenschap die hij kreeg kwam van een van de twaalf leden van de schaduwraad, die elk volbloed vampieren waren. Enkele van deze krachten zijn:
- Kracht en snelheid superieur aan die van een gewone vampier.
- Rode opbollende ogen.
- Onmiddellijke regeneratie van verloren lichaamsdelen.
- Immuun voor zilver.
- Dankzij Blades bloed weerstand tegen zonlicht.
- Kan elk mens dat hij tegenkomt onmiddellijk in een vampier veranderen.
- Kan de gedachten van anderen, materie en de elementen beheersen.
- Kan zijn huid afwerpen en in een vuurbal veranderen.

Het merendeel van deze krachten werden in de film niet genoemd of gezien, aangezien Frosts periode als La Magra maar kort was. Maar er wordt verondersteld dat hij al deze krachten had, omdat hij alle eigenschappen van de twaalf volbloed vampieren van de raad had overgenomen.

### Opbrengst en reacties
Blade bracht wereldwijd $130 miljoen op. De film is echter vooral noemenswaardig voor het feit dat hij stripboekverfilmingen weer deed opleven. Sinds de Batman en Superman-films waren er niet echt meer succesvolle stripboekverfilmingen gemaakt, maar Blade opende de weg voor andere films zoals X-Men en Spider-Man. Er kan verondersteld worden dat alle stripboekverfilmingen van na 1998 hun bestaan grotendeels te danken hebben aan het succes van Blade.

## Trivia
- Oorspronkelijk zou het einde een acht verdiepingen hoge monsterlijke versie van La Magra bevatten. Dit idee werd geschrapt. Het originele kan nog wel worden teruggevonden bij de extra’s op de dvd.
- De filmversie van Blade verschilde sterk van zijn stripversie. De Blade in de strips had enkel de gave dat hij immuun was voor vampierbeten, en gebruikte altijd houten staken als wapens. Na uitkomen van de film werd Blades stripversie echter aangepast om meer te lijken op de filmversie.
- Een videospel voor de PlayStation getiteld Blade kwam uit rond dezelfde tijd als de film, maar had niets met de film te maken.